# Aya no Tsuzumi
Aya no Tsuzumi (綾鼓, « le tambour de damas/serge ») est une pièce du théâtre japonais nô d'un auteur inconnu qui représente les mauvaises conséquences d'un désir non partagé.

## Intrigue
Le jardinier du palais de Chikuzen est tombé amoureux de la consort impériale. Elle envoie un message au jardinier l'informant qu'elle le rencontrera près de l'étang s'il bat le tambour qu'elle a placé dans un arbre dans le jardin. Il essaie, mais le tambour est fait de serge (aya) et ne peut donc pas résonner. Réalisant qu'on s'est moqué de lui, le jardinier se noie dans l'étang et revient comme un fantôme maléfique qui tourmente la princesse.
Ce nô a notamment inspiré Yukio Mishima pour l'un de ses Cinq nôs modernes, « Le Tambourin de Soie » (Gallimard). 

## Source de la traduction
- (en) Cet article est partiellement ou en totalité issu de l’article de Wikipédia en anglais intitulé « Aya no Tsuzumi » (voir la liste des auteurs).